# Hanumanahalli, Alur
Hanumanahalli là một làng thuộc tehsil Alur, huyện Hassan, bang Karnataka, Ấn Độ.